# مارفين اليوت
مارفين اليوت (بالإنجليزية: Marvin Elliott)‏ (15 سبتمبر 1984 في المملكة المتحدة - ) هو لاعب كرة قدم بريطاني في مركز الوسط. شارك مع منتخب جامايكا لكرة القدم. أما مع النوادي، فقد لعب مع نادي بريستول سيتي ونادي ميلوول ونادي كرولي تاون.

## وصلات خارجية
- مارفين اليوت على موقع قاعدة بيانات كرة القدم.إي يو (الإنجليزية)
- مارفين اليوت على موقع ناشيونال فوتبول تيمز (الإنجليزية)
- مارفين اليوت على موقع Soccerbase.com (لاعب) (الإنجليزية)
- مارفين اليوت على موقع Soccerway.com (الإنجليزية)
- مارفين اليوت على موقع عالم كرة القدم.نت (الإنجليزية)